# ニューギニア沖海戦
ニューギニア沖海戦（ニューギニアおきかいせん）は、第二次世界大戦中の1942年2月下旬に発生した日本海軍とアメリカ海軍との間の海戦。
大本営発表で「ニューギニア沖海戦」と呼称されたが、戦後の出版物では「ラバウル沖航空戦」と呼称されることもある。
日本軍はラバウル航空隊の一式陸上攻撃機で空母レキシントンを中核とする第11任務部隊（空母機動部隊）を迎え撃ち、艦上戦闘機の邀撃と対空砲火で全滅に近い被害を受けたが、アメリカ機動部隊も作戦目的（ラバウル空襲）を放棄して撤退した。

## 背景
オーストラリア委任統治領のニューブリテン島ラバウルは、天然の泊地やオーストラリア軍が設営した飛行場を擁していた。日本軍は、トラック諸島根拠地の防衛と米豪遮断作戦の構想に基づき、ラバウルを奪取する必要性を見出していた。特に南洋部隊指揮官井上成美中将（第四艦隊司令長官、旗艦「鹿島」）は、太平洋戦争開戦前からラバウル攻略を持論としていた。南洋部隊は連合艦隊軍隊区分による名称で、内南洋及びソロモン、ニューブリテン島方面の作戦を担当し、第四艦隊を基幹としてその長官を指揮官とした。
1942年（昭和17年）1月20日から22日にかけて日本軍は第一航空艦隊司令長官南雲忠一中将指揮下の大型空母4隻以下の南雲機動部隊をニューアイルランド島沖合の北東とビスマルク海に進出させ、21日にニューギニア島のラエ、サラモアを空襲した。この方面に連合軍は有力な艦隊や基地航空隊を配していなかった。
南洋部隊指揮官井上成美中将（第四艦隊司令長官）指揮下の艦艇群と第二十四航空戦隊（司令官後藤英次少将）、さらに日本陸軍南海支隊（堀井富太郎陸軍少将）も、ラバウルとニューアイルランド島カビエンへの進撃および空襲を開始した。
1月22日-23日、日本軍はカビエンとラバウルに上陸し、これを占領した。
1942年（昭和17年）1月下旬、日本軍は既述のようにニューブリテン島のラバウルを占領、南洋部隊は同地に進出するとともにその航空基地の整備に努めた。水上機部隊や横浜海軍航空隊の九七式飛行艇部隊を進出させ、続いてラバウル飛行場の整備に着手する。1月31日には五航戦によって運ばれてきた千歳海軍航空隊の九六式艦上戦闘機 18機が到着した。2月7日からは陸上攻撃機が進出を開始する。南洋部隊はラバウル航空隊を増強しつつ、次期作戦に向けて準備を進めた。
アメリカ軍は真珠湾攻撃の影響から戦艦部隊の出撃は行えず、空母機動部隊によるマーシャル・ギルバート諸島機動空襲など、散発的な反撃を行っていた。また日本軍が占領したラバウルに対しては、ポートモレスビーよりB-17重爆による空襲を開始した。
2月15日、シンガポールは陥落した（シンガポールの戦い）。これにより日本軍の攻勢が続き、ラバウルを拠点としてニューカレドニアやニューヘブライズ諸島に進撃するのではないかと恐れたアメリカ合衆国やオーストラリアは、アメリカ海軍の投入を決定した。ウィルソン・ブラウン海軍中将が指揮する大型空母レキシントン（艦長フレデリック・C・シャーマン大佐）を基幹とした機動部隊をハーバート・リアリー中将を司令官とするANZAC部隊に編入し、ラバウルに奇襲攻撃を敢行することにした。なお大型空母サラトガ (USS Saratoga, CV-3) が伊号第6潜水艦の雷撃で大破して修理を余儀なくされ、ちょうどレキシントン第2戦闘飛行隊（VF-2）も機種交換の時期だったので、VF-3（サラトガ航空群第3戦闘飛行隊、指揮官ジョン・サッチ少佐）がレキシントンに配備されていた。
1月31日、ブラウン中将（旗艦レキシントン）が率いる第11任務部隊 (Task Force 11) は輸送船団を護衛しつつ、オアフ島の真珠湾を出撃した。
船団護衛任務終了後の第11任務部隊は、2月21日午前4時のラバウル空襲を予定してニューブリテン島を目指した。ラバウルより125浬東方海面より攻撃隊を発進させる計画だったが、ブラウン中将は「ラバウルに二つの飛行場があること」「日本軍がラバウルより600浬の海域まで哨戒機を派遣している」とは思わなかったという。

## 経過

### 航空攻撃
1942年（昭和17年）2月中旬、南洋部隊指揮官井上成美中将（第四艦隊司令長官）は「米海軍機動部隊真珠湾出撃の模様」という情報を入手、2月18日（日本時間）0150、麾下部隊に警戒措置を執るよう下令した。
2月19日13時35分、トラック泊地より南東160浬に位置するモートロック諸島の見張所から「国籍不明の駆逐艦2隻発見」との報告を得る（米軍調査によると、該当駆逐艦なし。米軍機動部隊は該当報告位置から南東約530浬地点を行動中）。当時、南洋部隊（第四艦隊）の水上艦艇（鹿島、第六戦隊など）は大多数がトラック泊地にあり、空母祥鳳はパラオ方面に移動中だった。第十七飛行隊や第六戦隊の航空機は、敵艦を発見できなかった。だが、結果として駆逐艦発見の誤認が、日本海軍航空隊の先制攻撃に繋がった。
2月20日6時15分、艦載水上偵察機から「敵情得ず」の報告を受けた井上長官（南洋部隊指揮官）は、陸上隊の索敵攻撃の待機を解く。だが南洋部隊航空部隊指揮官はすでに索敵攻撃を命じており、索敵機は発進した後だった。横浜海軍航空隊の飛行艇部隊はラバウルを拠点に広範囲の索敵を実施した。
同日朝8時30分、哨戒中の日本軍九七式飛行艇（第22号機。指揮官坂井登中尉、海兵66期。横浜海軍航空隊所属）がアメリカ艦隊を発見、空母1隻・巡洋艦4隻・駆逐艦10隻を報告した。その後、坂井機は消息を絶った。続いて別の飛行艇（第34号機）も消息を絶った。
米軍側記録によれば、2月20日1015にラバウル東方350浬地点で旗艦レキシントンはレーダーで機影を探知、F4Fワイルドキャット6機を向かわせた。ワイルドキャットは日本軍の四発飛行艇2機を撃墜、1機を撃退した。サッチ隊長も出撃し、大艇1機を共同で撃墜している。
索敵の飛行艇は撃墜されたが、第24航空戦隊（後藤英次司令官）は関係部隊に敵発見を報告した。
11時、第四艦隊（司令長官井上成美中将）は麾下の第24航空戦隊に対し、ただちに航空攻撃を下令する。またトラック泊地やマーシャル諸島に分散展開していた第四艦隊麾下航空部隊にも米軍機動部隊攻撃を命じた。
第24航空戦隊司令官の命令を受けた第四航空隊司令森玉賀四大佐は、陸攻による攻撃を決意する。12時20分、日本軍はラバウルから第四航空隊の一式陸攻17機（指揮官、飛行隊長伊藤琢蔵少佐、海兵56期）を発進させた。
当時のラバウルにおける24航戦兵力は、陸攻18、九六式艦上戦闘機14、零式艦上戦闘機13、飛行艇12と報告されている。このうち零戦7機は空母「祥鳳」（南洋部隊所属）により輸送され、15日に到着したばかりだった。
また千歳海軍航空隊が装備する九六艦戦用の増槽がなく、戦闘機の護衛はなかった。陸攻用の対艦攻撃装備（魚雷）も到着していなかったため、陸攻隊は爆装（250kg爆弾2発、60kg爆弾6発）のみでの出撃になった。このため24航戦は飛行艇による黎明雷撃を敢行することにした。
陸攻隊に戦闘機の護衛が無く、さらに爆装のみでの敵機動部隊攻撃に関係者は不安をもったが、搭乗員達は南西方面以来の実戦経験から士気は極めてたかく、攻撃の成功を確信していたという。
当時のニューアイルランド島東方の天候はよくなかったが、日本軍攻撃隊は九七式飛行艇（敵艦隊発見後、行方不明）や、聖川丸所属零式水上偵察機（松井由五郎飛行兵曹長指揮、未帰還）の誘導により米軍機動部隊を発見する。
レキシントン側はレーダーで日本軍攻撃隊の接近を探知しており、F4F戦闘機隊で迎撃した。
14時15分、飛行隊長伊藤少佐は全機に突撃を下令した。1435、第2中隊9機が水平爆撃を開始した。だが命中弾はなく、F4F戦闘機隊14機の迎撃と対空砲火で第2中隊は全滅（爆撃前に2機喪失、7機爆撃するも命中弾なし、その後全滅）。1500時には第1中隊8機が攻撃を開始した。だがレキシントンに至近弾が1発あったのみで4機を失う（爆撃前3機喪失、5機爆撃してレキシントンに至近弾、襲撃後1機喪失）。被弾炎上した2機は特攻を試み、1機はレキシントンの手前で海面に突入した。後述の「空母1隻火災」報告は、この機の火焔を誤認したとされる。
第11任務部隊を攻撃した陸攻部隊は、ラバウルに帰投出来たのは被弾損傷した第1中隊の2機のみという大損害を受けた。第四航空隊は飛行隊長伊藤琢蔵少佐、第一分隊長瀬戸與五郎大尉、第二中隊長中川正義大尉など、合計107名を失うことになった。
また、索敵の九七式飛行艇と零式水上偵察機（松井飛行兵曹長）も未帰還となった。
一方、VF-3飛行隊長ジョン・サッチ少佐が率いるF4F戦闘機隊は2機を喪失し、1名が戦死した。エドワード・H・オヘア中尉は数分間で一式陸攻を5機撃墜したと認定され、議会名誉勲章を授与されて二階級特進した。
日本側（第24航空戦隊および第四艦隊長官井上成美中将）はサラトガ型を含む空母2隻を攻撃し、写真判定により空母1隻を撃沈、他数隻に損傷を与えたと誤認した。
第24航空戦隊はワスプ型航空母艦と認識している。
連合艦隊に伝達された日本側戦果は巡洋艦1隻もしくは駆逐艦1隻航行不能であり、連合艦隊参謀長宇垣纏少将は「遺憾千萬とか云はん」「來るなら今度こそと思ふが攻撃機の被害甚大なるは如何にも残念なり」と記述している。

### 水上部隊
同日、第四艦隊司令長官井上成美中将は航空攻撃に呼応して、南洋部隊麾下の水上艦艇部隊により米軍機動部隊の攻撃を企図した。
旗艦鹿島および敷設艦沖島（第十九戦隊司令官志摩清英少将）、五藤存知少将指揮下の第六戦隊（青葉、加古、衣笠、古鷹）、丸茂邦則少将指揮下の第十八戦隊（天龍、龍田）を率いて正午以後、トラック泊地を出撃した。
別行動中の第六水雷戦隊（軽巡夕張、第29駆逐隊、第30駆逐隊、第23駆逐隊）や、航空機輸送任務中の祥鳳隊（空母祥鳳、駆逐艦帆風）にも合流を命じた。
当初の情報によると米空母は3隻であり、加古艦長は「勝算のない出撃はいやなものだ」と回想している。また南洋部隊主隊（鹿島、沖島）の出撃（避退）海面は米軍機動部隊と反対方向であり、軍令部では「たとえ戦列に加われないとしても敵にむかって前進すべき」との批判があった。
また第四艦隊の隷下にあった潜水艦部隊は、第七潜水戦隊（司令官大西新蔵少将、旗艦「迅鯨」）であった。七潜戦隷下の第27潜水隊と第33潜水隊も、索敵攻撃に向かった。
2月21日、日本側はラバウル東北方面を索敵するが、米軍機動部隊を発見できなかった。
2月23日以降、第四艦隊指揮下各艦はトラック泊地に戻った。
永野修身軍令部総長は昭和天皇に戦況を上奏する。この中で永野総長は「航空母艦1隻撃沈確実」と報告すべきところを「航空母艦一隻を撃沈せるものの如きも更に詳細調査中」と訂正して上奏した。

## 参加兵力

### 日本軍
基地航空機（在ラバウル、第24航空戦隊）
- 第4航空隊
  - 九六式艦上戦闘機（出撃せず）
  - 零式艦上戦闘機（出撃せず）
  - 陸攻 17機（撃墜13、不時着2、合計15喪失）[34][注釈 11]
- 横浜航空隊ラバウル派遣隊
  - 九七式飛行艇9（喪失3〈坂井登中尉機、林清兵曹長機、牧野元博予備少尉機〉）[2][注釈 12]

### アメリカ軍
第11任務部隊（指揮官ウィルソン・ブラウン中将）
- 空母 レキシントン（艦長シャーマン大佐。搭載飛行隊：VF-3、飛行隊長ジョン・サッチ少佐）
- 重巡 インディアナポリス、サンフランシスコ、ミネアポリス、ペンサコーラ
- 駆逐艦 ハル、エイルウィン、バグレイ、ドライトン、パターソン、マクドナー、デウェイ、デラ、フェルプス、クラーク

## 戦果
日本軍は、一式陸上攻撃機15機損失（不時着2機を含む）、九七式飛行艇3機損失、零式水上偵察機1機損失。
アメリカ軍は、航空母艦「レキシントン」（旗艦）1隻に至近弾があったが損害はなく、破片による軽傷数名、機銃弾による負傷者1名。F4F戦闘機は2機を喪失、7機が被弾した。日本軍陸攻部隊に大損害を与えたものの、作戦目的であったラバウル空襲を達成できずに撤退した。

## 影響
空戦に勝利を収めたアメリカ機動部隊であったが奇襲が失敗したことは明白となり、燃料の消費も著しかったことから、作戦目的であるラバウルへの空襲を中止した。機動部隊は撤退行動に移った。
しかしアメリカ軍が同方面における行動を断念したわけではなく、ブラウン中将は「今後、ラバウルのような強力な航空基地を攻撃する際には空母2隻以上を必要とし、作戦海域によってはタンカー2隻の追加が必要」とニミッツ提督に意見具申した。またハルゼー提督率いる機動部隊（空母エンタープライズ基幹）で、2月下旬以降のウェーク島空襲や南鳥島空襲を実施した。
つづいて空母2隻（レキシントン、ヨークタウン）により再度のラバウル空襲を予定していたが、3月8日の日本軍ニューギニア島要所2地点（ラエ、サラモア）に対する上陸作戦を受けて、急遽予定を変更し、ラエとサラモアに対する空襲を実施する。第六水雷戦隊旗艦「夕張」以下の日本軍に大損害を与えた（ラエ・サラモアへの空襲）。
本海戦は、戦闘機の掩護のない攻撃隊が大損害を受けることを立証した。奥宮正武（太平洋戦争中第四航空戦隊参謀、第二航空戦隊参謀等）は本海戦について「しかし、この陸攻隊の大きな犠牲は、決して無駄ではなかった。（中略）ラバウルの被空襲を防いだ点からだけでも、伊藤攻撃隊の功績は正しく評価さるべきであろう。」と述べている。南洋部隊指揮官井上成美第四艦隊司令長官は陸攻隊の功績を讃えると共に、基地航空兵力の増強および空母2隻を基幹とする機動部隊の南洋部隊編入を上級司令部に要望した。
日本軍の機動部隊は2月15日にパラオを出航して豪本土ダーウィン空襲に向かうためバンダ海にあり、すぐさま反撃できなかった。日本軍は第24航空戦隊の報告をうけて空母1隻撃破（その後、写真判定により撃沈と訂正発表）、艦型不詳1を撃沈、敵戦闘機10機撃墜、味方損害9機との大本営発表を行い、この戦いをニューギニア沖海戦と呼称した。
日本側は、被弾した陸攻が敵空母に体当たりして撃沈に追い込んだと宣伝している。
井上成美第四艦隊司令長官は「大本営報道部ノ公表ハ貴隊ノ将兵ノ挙ゲタル戦果ニ比シ小(？)モノアルモ右公表如何ニ拘ラズ本職〔中略〕絶大ナル賞（？）ト今後ノ信頼トヲ持スルモノナルコトヲ更メテ言明ス〔後略〕」という所信を述べ、大本営が南洋艦隊の戦果を過小評価し、大本営発表は過小だったと批判した。
連合艦隊参謀長宇垣纏少将は、第24航空戦隊からの戦果報告（誤認）について陣中日誌『戦藻録』に「ラボール東北方に出現せる敵は其後沓として消息を絶てり。二十四航空戰隊の攻撃の成果を寫眞に依り調査するに、サラトガ型に非ざる空母一隻を轟沈せること確實なりと云ふ。敵避退の行動に鑑み或は眞ならんと思はる。あれ丈の飛行機の損害ありたる之位は成果を擧げ得べき筈なり。」と残している。